# سیارک ۳۶۱۲
سیارک ۳۶۱۲ (به انگلیسی: 3612 Peale، نامگذاری:1982TW) سه هزار و ششصد و دوازدهمین سیارک کشف شده‌است که در ۱۳ اکتبر ۱۹۸۲ کشف شد.
قدر مطلق سیارک برابر ۱۳٫۸۰ است.